# مستوى الزعيم (فلم 2021)
مستوى الزعيم (بالإنجليزية: Boss Level) فيلم أكشن، وغموض، وخيال علمي أمريكي لعام 2021، من إخراج جو كارناهان وكتبه كارناهان وكريس وإدي بوري. يقوم ببطولته فرانك جريللو كجندي متقاعد من القوات الخاصة يحاول الهروب من حلقة زمنية لا تنتهي وتؤدي إلى وفاته. شارك في البطولة ميل جيبسون، ونعومي واتس، وميشيل يوه.
أعلنت شركة فوكس 20th Century Fox عن الفيلم في الأصل في عام 2012، تحت عنوان «متابعة Continue»، ولم يبدأ التصوير الا في 2018. كان من المنتظر إصدار الفيلم في 16 أغسطس 2019، ولكنه تأخر ليصدر في 5 مارس 2021.

## طاقم التمثيل
- فرانك جريلو: في دور روي بولفر
- ميل جيبسون: في دور العقيد كلايف فينتور
- نعومي واتس: في دور جيما ويلز
- ميشيل يوه: في دور داي فنغ
- ويل ساسو: في دور بريت
- أنابيل واليس: في دور أليس
- روب جرونكوفسكي: في دور مدفعي
- كين جيونج: في دور الشيف جيك
- ماتيلد أوليفير: في دور غابرييل
- سيلينا لو: في دور جوان يين
- كوينتون جاكسون ورشاد إيفانز: في دور التوأم الألماني
- ميدو ويليامز: في دور بام
- شون ماكيني: في دور ديف
- آرون بيلنر: في دور كابوم
- ريو جريلو: في دور جو[3]

## ملخص أحداث الفيلم
روي بولفر (فرانك جريللو) هو عميل سابق في القوات الخاصة، يجد نفسه يستعيد يوم مقتله في دورة لا نهاية لها. يستيقظ روي في كل يوم، على قاتل مأجور قادم من أجله وطائرة هليكوبتر برشاشات خارج النافذة. بينما يحاول معرفة سبب حدوث ذلك وكيف يمكنه الهروب من الحلقة الزمنية، يأتي بنظرية عما يحدث. يتذكر روي كيف قُتلت زوجته السابقة جيما (نعومي واتس) على يد عصابة من القتلة بقيادة العقيد كلايف فيكتور (ميل جيبسون)، حيث كانت تعمل على آلة السفر عبر الزمن. يعتقد روي أن جيما ربما تكون قد وضعه في حلقة زمنية حتى يتمكن من إعادة الأحداث كل يوم، حتى يكتشف كيفية وضع نهاية لذلك، وإنقاذ ليس فقط نفسه، ولكن إنقاذ ولده أيضاً.

## استقبال الفيلم
حقق الفيلم مبلغ 349.449 دولار في عطلة نهاية الأسبوع الأول لصدوره.
منح موقع الطماطم الفاسدة الفيلم تقييم مقداره 76% بناء على آراء 51 ناقد سينمائي، وكتب إجماع نقاد الموقع: «بوجود الحلقة الزمنية المتكررة في الفيلم، يعزز أسلوب الخيال العلمي، ويجعله مبهجاً».
منح موقع ميتاكريتيك الفيلم تقييم مقداره 55% بناء على آراء 15 ناقد سينمائي.

## روابط خارجية
- مقالات تستعمل روابط فنية بلا صلة مع ويكي بيانات